# (31420) 1999 BV
1999 بي في (ويعرف أيضًا باسم (31420) 1999 بي في وفق تسمية الكوكب الصغير) (بالإنجليزية: 1999 BV)‏ هو كويكب ضمن حزام الكويكبات؛ وترتيبه 31420 من حيث الاكتشاف.
اكتُشف هذا الجُرم الفلكي بواسطة John V. McClusky ‏ في 16 يناير 1999.

## وصلات خارجية
- (31420) 1999 BV في قاعدة بيانات مختبر الدفع النفاث لأجرام النظام الشمسي الصغيرة

- الاكتشاف · مخطط المدار ·  العناصر المدارية · المعلمات المادية

- (31420) 1999 BV على موقع ويكي سكاي: DSS2, SDSS, GALEX, IRAS, Hydrogen α, X-Ray, Astrophoto, Sky Map, Articles and images